# Duguay-Trouin (lớp tàu tuần dương)
Lớp tàu tuần dương Duguay-Trouin bao gồm ba chiếc tàu tuần dương hạng nhẹ được chế tạo cho Hải quân Pháp vào đầu những năm 1920 và đã tham gia Chiến tranh Thế giới thứ hai.
Số phận của những con tàu này sau khi Pháp đầu hàng phản ảnh sự phân hóa tư trong tưởng lực lượng vũ trang Pháp vào lúc đó: một chiếc bị chiếm giữ rồi sau đó gia nhập lực lượng Pháp Tự do, một chiếc khác hai lần kháng cự lại lực lượng Đồng Minh và bị phá hủy, trong khi chiếc thứ ba bị giải giới tại một cảng thuộc địa Pháp và cuối cùng bị đánh chìm.

## Thiết kế
Thiết kế của lớp Duguay-Trouin là kết quả của một quá trình bị kéo dài vốn đã bắt đầu vào giữa năm 1919, với tư tưởng xem Ý là đối thủ tiềm năng. Một thiết kế chi tiết (Dự án 171) đã được hoàn tất vào cuối năm 1919, nhưng với thái độ dè dặt đáng kể của Hải quân, Tổng Tham mưu trưởng đã rút lại nó vào tháng 2 năm 1920. Đang khi việc thảo luận vẫn tiếp tục, họ có cơ hội so sánh với những tàu tuần dương của các cường quốc hải quân khác vừa mới đưa vào hoạt động. Những thiết kế của nước ngoài thực sự vượt trội hơn, đặc biệt là về vũ khí.
Vào cuối năm 1920, sau khi xem xét bản sao kế hoạch lớp tàu tuần dương Omaha của Hải quân Hoa Kỳ, bốn thiết kế đ̃a được vạch ra; tất cả đều dựa trên thiết kế lườn tàu của Omaha, với tám khẩu pháo 155 mm mới được thiết kế và bốn khẩu pháo phòng không 75 mm cùng 12 ống phóng ngư lôi. Khác biệt giữa các thiết kế là ở cách bố trí hệ thống động lực và sơ đồ bảo vệ.
Thiết kế C được chọn để được vẽ kiểu chi tiết. Lớp tàu mới sẽ đạt được tốc độ 34 hải lý trên giờ (63 km/h), sử dụng nồi hơi đốt dầu và turbine giảm tốc một tầng, và có một sự bảo vệ tối thiểu với những tấm chắn mảnh đạn cho các khẩu đội pháo. Vũ khí chính là kiểu pháo mới M1920 nạp bằng khóa nòng với cỡ nòng 155 mm, dựa trên một kiểu vũ khí của bộ binh với tầm bắn 26,1 km; trong hoạt động, kiểu vũ khí này tỏ ra chậm chạp. Pháo phòng không 75 mm thuộc kiểu M1922. Việc đặt hàng được tiến hành vào năm 1922 dựa trên căn bản này, bất chấp những nỗ lực kiên quyết nhằm "cải thiện" thêm thiết kế.
Như được dự tính, những chiếc trong lớp Duguay-Trouin tỏ ra nhanh và kinh tế, cho dù có tầm hoạt động hạn chế. Không có chiếc nào với vỏ giáp nhẹ như thế được thử nghiệm trong chiến đấu vớ một đối thủ cân xứng: Primauguet bị mất tại Casablanca trước một đối phương có số lượng áp đảo tuyệt đối.

## Cải biến
Sau khi hoàn tất, một máy phóng được trang bị trên sàn sau các con tàu, thoạt tiên với hai thủy phi cơ Gourdou-Leseurre GL-812, sau này là kiểu GL-832. Duguay-Trouin và Primauguet sau đó được trang bị một chiếc Loire-Nieuport 130 vào những năm 1930.
Vào năm 1942, dàn hỏa lực phòng không của Primauguet được tăng cường. Sau khi quay trở lại hàng ngũ Đồng Minh, Duguay-Trouin được tháo dỡ các ống phóng ngư lôi và thiết bị của thủy phi cơ vào năm 1943, dàn hỏa lực phòng không được tăng cường vào năm 1942 và một lần nữa vào năm 1944, khi nó cũng được bổ sung hệ thống radar.

## Những chiếc trong lớp
| Tàu            | Đặt lườn            | Hạ thủy             | Hoạt động           | Số phận                                                                          |
| Duguay-Trouin  | 4 tháng 8 năm 1922  | 14 tháng 8 năm 1923 | 2 tháng 11 năm 1926 | Ngừng hoạt động 19 tháng 3 năm 1952                                              |
| Lamotte-Piquet | 17 tháng 1 năm 1923 | 21 tháng 3 năm 1924 | 5 tháng 3 năm 1927  | Bị giải giới tháng 12 năm 1941; bị đánh đắm trong cảng Sài Gòn, tháng 1 năm 1945 |
| Primauguet     | 16 tháng 8 năm 1923 | 21 tháng 5 năm 1924 | 1 tháng 4 năm 1927  | Bị đánh đắm trong cảng Casablanca, 8 tháng 11 năm 1942                           |